# Viola indica
Viola indica W.Becker – gatunek roślin z rodziny fiołkowatych (Violaceae). Występuje naturalnie w Afganistanie, Pakistanie i Indiach (w stanach Himachal Pradesh, Pendżab, Uttar Pradesh, Meghalaya oraz Asam, a także na terytorium Dżammu i Kaszmir). 

## Morfologia
PokrójBylina dorastająca do 5–12 cm wysokości. Korzenie są kłączowe, smukłe, krótkie i mocne. Tworzy rozłogi, z których wyrastają liście i pędy kwiatowe.
LiścieBlaszka liściowa ma kształt od owalnie lancetowatego do podługowato-owalnego. Mierzy 2–6 cm długości oraz 1,5–4 cm szerokości, jest karbowana lub piłkowana na brzegu, ma sercowatą nasadę i ostry lub niemal spiczasty wierzchołek. Jej powierzchnie jest naga lub nieco owłosiona. Ogonek liściowy jest nagi, smukły, lekko skrzydlaty u góry, ma 4–10 cm długości. Przylistki są owalnie lancetowate, trwałe, całobrzegie, z ostrym wierzchołkiem i osiągają 15 mm długości.
KwiatyPojedyncze, obupłciowe, zygomorficzne, pachnące, osadzone na długich szypułkach o długości 3–11 cm, wyrastające z kątów pędów. Mają 5 trwałych i nierównych działek kielicha o kształcie od jajowato lancetowatych do podłużnych, dorastające do około 4–6 mm długości i 1–2 mm szerokości, uszkowate u nasady, łuskowate lub orzęsione na brzegu. Korona kwiatu mierzy około 1,2–1,5 cm średnicy. Płatków jest 5, są podługowato-jajowate, rozłożyste, mają fioletową lub purpurową barwę (z ciemnymi plamkami) oraz około 15 mm długości, płatki boczne są gładkie, nie brodate, płatek dolny jest największy, u nasady posiada mocną, lekko zakrzywioną ku górze ostrogę o długości około 8 mm. Mają 5 pręcików z krótkimi nitkami i główką, która jest zróżnicowana na dwa pylniki. Zalążnia jest górna, jajowato kulista, siedząca, z trzema owocolistkami.
OwoceTorebki.

## Biologia i ekologia
Rośnie na zboczach gór, na wysokości od 1300 do 2400 m n.p.m.